# Paroediceroides trepadora
Paroediceroides trepadora är en kräftdjursart. Paroediceroides trepadora ingår i släktet Paroediceroides och familjen Oedicerotidae. Inga underarter finns listade i Catalogue of Life.